# Jean Jenni
Jean Jenni was een Zwitsers zwemmer en waterpolospeler. Hij nam deel aan de Olympische Zomerspelen van 1920 in Antwerpen.

## Belangrijkste resultaten
Jenni was een van de 77 Zwitserse deelnemers aan de Olympische Zomerspelen van 1920.
Binnen het discipline van het zwemmen op deze Spelen nam hij deel aan het onderdeel van de 100 m vrije slag. Hij was de enige Zwitserse deelnemer op dit onderdeel, waaraan in totaal 31 atleten deelnamen uit 15 landen. In deze competitie werd Jenni op 22 augustus 1920 vijfde in zijn reeks in de eerste ronde, terwijl enkel de eerste drie zich konden kwalificeren voor de halve finale.
Tijdens de Spelen van Antwerpen van 1920 nam Jenni ook deel aan de olympische waterpolocompetitie als lid van het Zwitserse team, samen met Albert Mondet, Charles Biefer, Henri Demiéville, Charles Horn, Armand Boppart en René Ricolfi-Doria. Er namen 12 landen deel aan deze competitie. Reeds in de eerste ronde van 22 tot 23 augustus 1920 werd Zwitserland echter uitgeschakeld na een 11-0 nederlaag tegen België, de uiteindelijke zilveren medaillist.
Anders dan enkele van zijn teamgenoten zou Jenni niet aantreden in het Zwitserse waterpoloteam op de Olympische Zomerspelen van 1924 in Parijs.

### Olympische Zomerspelen
| Jaar | Plaats    | Discipline | Resultaten                         |
| ---- | --------- | ---------- | ---------------------------------- |
| 1920 | Antwerpen | Zwemmen    | 5e (eerste ronde) 100 m vrije slag |
| 1920 | Antwerpen | Waterpolo  | eerste ronde                       |